# 帕皮諾鎮區 (伊利諾伊州易洛魁縣)
帕皮諾鎮區（英語：Papineau Township）是位於美國伊利諾伊州易洛魁縣的一個行政鎮區。

## 地方資料
根據2010年美國人口普查的數據，帕皮諾鎮區的面積為76.80平方千米，當中陸地面積為76.40平方千米，而水域面積為0.40平方千米。當地共有人口476人，而人口密度為每平方千米6.2人。